# جان روبرت توساينت
جان روبرت توساينت هو لاعب كرة قدم ومدرب كرة قدم كندي، ولد في 5 أبريل 1966 في كيبك في كندا. لعب مع Montreal Supra ‏.